# Macroscope
Pour les articles homonymes, voir Macroscope (homonymie).

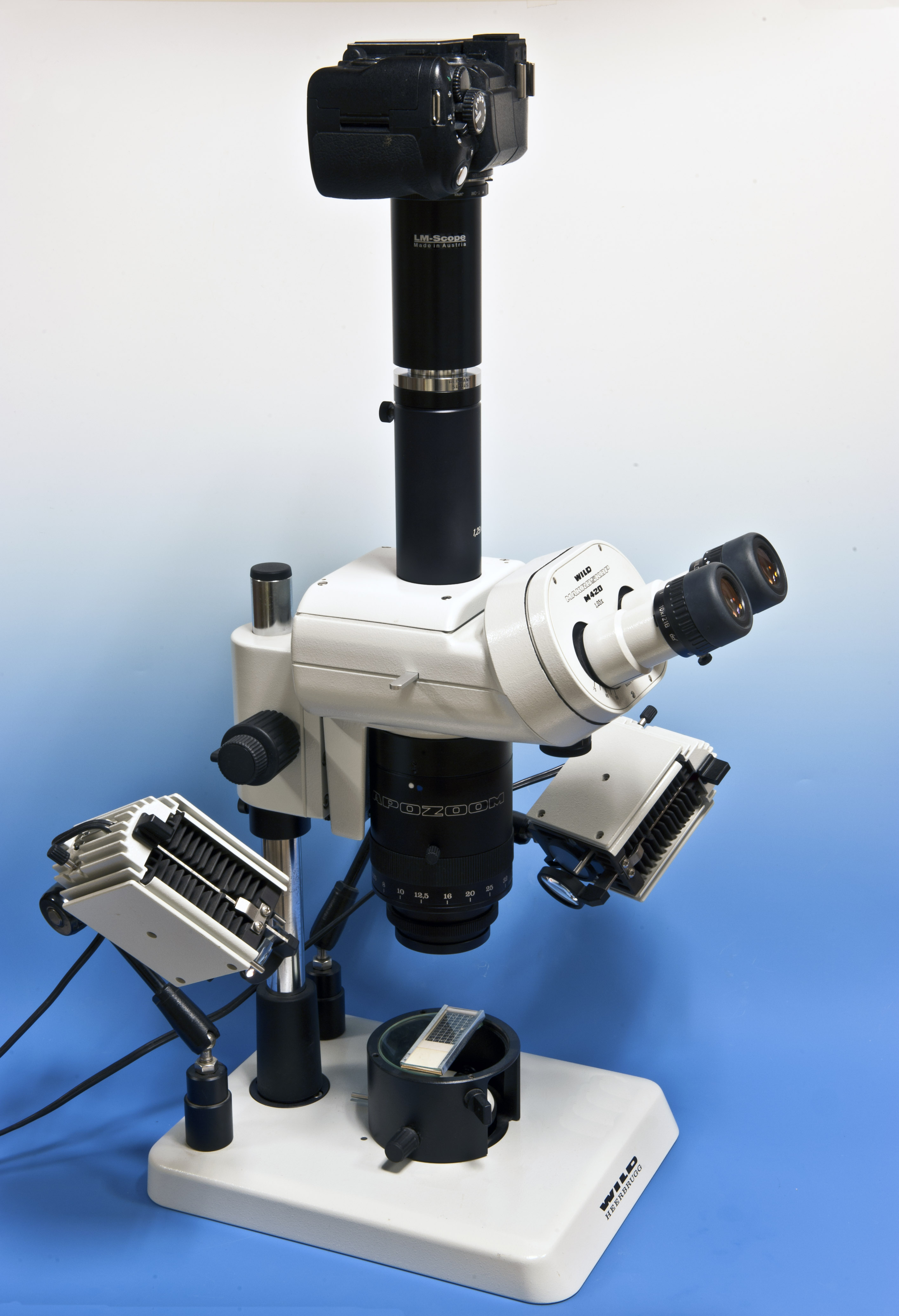
Un macroscope M420 de Wild.

En science des matériaux, un macroscope est un photomicroscope spécialisé, adapté à la photographie en lumière réfléchie en haute résolution et aux faibles rapports d’agrandissement du domaine de la photomacrographie, de 1× à 20× environ, pour une distance au sujet de 30 à 150 mm.
Il évite les aberrations photographiques associées aux stéréomicroscopes dont l'aspect extérieur est proche.

## Principe
Le principe est celui d'un microscope optique composé, mais équipé d'un objectif de faible puissance à grossissement variable et avec une construction généralement trinoculaire : deux oculaires permettent l'observation et un projectif la photographie. La visée peut ainsi se faire directement via l'appareil photo ou plus confortablement avec un oculaire parfocal.
L'axe de prise de vue coïncide avec les deux axes de vision et passe par le centre de l'objectif zoom.

## Historique
Le Tessovar de Zeiss est un précurseur du concept dans les années 1960,.
Le Makroskop, commercialisé par Wild, est à l'origine du nom. Imaginé par les ingénieurs de la firme pour le modèle M400 en 1976, il améliore le concept originel avec une tête binoculaire permettant une visée plus confortable.
Cette gamme d'instruments se poursuit actuellement après le rachat de la firme Wild par Leica à partir de 1988, avec le modèle M420 et en 2004 le modèle Z16.
D'autres marques ont par ailleurs repris le concept. Par exemple, le Nikon AZ100, lancé en 2007, présente la même architecture orientée vers la qualité photographique.
Entre-temps, le terme a été utilisé par des amateurs micrographes, surtout minéralogistes, pour leurs réalisations bricolées associant un bon objectif de macrophotographie à une tête trinoculaire de microscope et à un appareil photographique.

## Appareils et termes apparentés
La confusion entre macroscopes et stéréomicroscopes est fréquente du fait de leur apparence similaire. Leur différence est simple : seuls les stéréomicroscopes permettent une observation stéréoscopique (c'est-à-dire en relief, ou 3D).
Le terme de macroscope a été utilisé sous forme de néologisme en français par Joël de Rosnay dans son livre 'Le Macroscope : Vers une vision globale', pour son concept de vision systémique.
L'utilisation du mot en français semble plus heureuse à propos de l'objet que d'une méthode. Se pose alors un problème étymologique lié au détournement usuel du préfixe macro : un macroscope n'est pas un appareil destiné à l'observation de gros objets, comme la photomacrographie n'est pas leur photographie, en langage courant.